# NGC 328
NGC 328 (также ESO 151-13, AM 0054-531, PGC 3399, GSC 8473) — спиральная галактика с перемычкой (SBa) в созвездии Феникс.

## Описание

NGC 328

Этот астрономический объект представляет собой спиральную галактику переходного типа, которая была описана Джоном Дрейером как «очень слабая, немного расширенная, яркость средняя, следующий (восточнее) второй», это была — NGC 323. По оценкам, расстояние до Млечного Пути 324 миллионов световых лет, диаметр около 50 000 световых лет. Вероятно, он образует гравитационно связанный дуэт с NGC 323. В той же области неба NGC 312 и NGC 348.
NGC 328 принадлежит к группе из трёх галактик в созвездии Льва. Характерные особенности в этой галактике заключаются в том, что приливный поток звёзд и газа простирается на тысячи световых лет, при этом диск галактики имеет странную форму. Эти особенности рассказывают о прошлых гравитационных столкновениях с другими членами группы созвездия.
Протяжённость объекта составляет 103,5 Мпк или 337,6 с. л. (база красного смещения). Максимальный диаметр — 2,60 м. д. (255 с. л.), минимальный диаметр — 0,50 м д. (49 с. л.)
NGC 328 — активная галактика с широкими линиями оптического излучения и широкой линией HI.
Согласно морфологической классификации галактик, NGC 328 относится к типу SBa. Видимый звёздный свет невооруженным глазом составляет 13,4 мА, в диапазоне от минимальной до максимальной частоты — 14,3 мА, а поверхностная яркость — 13,5 mag/arcmin2. NGC 328 имеет видимые размеры 2,6" х 0,5".
Объект датируется эпохой 2000.0. Его прямое восхождение, то есть угол, измеренный между эклиптикой и небесным экватором с вершиной в точке равноденствия, составляет 0 ч 56 м 57,3 с, а его склонение, то есть высота дуги под этим углом, составляет 52° 55' 25". Положение объекта составляет 100°.

## Обнаружение и исследования
Этот астрономический объект, входящий в число перечисленных в оригинальной редакции «Нового общего каталога», был открыт обнаружен 5 сентября 1836 года британским астрономом Джоном Фредериком Уильямом Гершелем с помощью телескопа зеркального типа диаметром 47,5 см (18,7 дюйма).
Объект NGC 328 был изучен рядом исследователей и поэтому включён в другие известные каталоги в соответствии с различными критериями классификации. Таким образом, объект отмечен в Каталоге наиболее важных галактик (PGC) под номером 3399. В Атласе звёздного неба эпохи 2000.0, Уранометрия 2000.0, объект принадлежит группе, обозначенной под номером 417; в то время как в Каталоге первичных звёзд (GSC) он сгруппирован под номером 8473.

## Ближайшие объекты NGC / IC
Этот список содержит десять ближайших объектов NGC/IC на основании евклидова расстояния.
| Имя       | Расстояние от NGC 328 (угловые минуты) | Прямое восхождение (J2000) | Склонение (J2000) | Тип                                      |
| --------- | -------------------------------------- | -------------------------- | ----------------- | ---------------------------------------- |
| NGC 323   | 0,08                                   | 0ч 56м 41,7с               | −52° 58′ 33″      | Эллиптическая галактика (E2)             |
| NGC 312   | 0,22                                   | 0ч 56м 15,7с               | −52° 46′ 59″      | Эллиптическая галактика (E2)             |
| NGC 348   | 1,03                                   | 1ч 0м 51,8с                | −53° 14′ 42″      | Спиральная галактика (Sb)                |
| IC 1615   | 2,53                                   | 1ч 4м 6,8с                 | −51° 7′ 58″       | Галактика (Sbc)                          |
| IC 1617   | 2,63                                   | 1ч 4м 16,7с                | −51° 1′ 57″       | Спиральная галактика (S0-a)              |
| IC 1605   | 4,02                                   | 0ч 57м 37,4с               | −48° 54′ 10″      | Спиральная галактика с перемычкой (SBbc) |
| NGC 238   | 4,35                                   | 0ч 43м 25,6с               | −50° 10′ 58″      | Спиральная галактика с перемычкой (SBb)  |
| IC 1650   | 4,59                                   | 1ч 12м 18,9с               | −50° 24′ 7″       | Спиральная галактика с перемычкой (SBb)  |
| IC 1649   | 4,74                                   | 1ч 11м 50,8с               | −55° 51′ 24″      | Галактика (Sbc)                          |
| NGC 454-1 | 5,01                                   | 1ч 14м 21,6с               | −55° 24′ 2″       | Спиральная галактика (S/P)               |